# Список призёров Олимпийских игр по дзюдо
Дзюдо было включено в соревновательную программу Олимпийских игр, начиная с Олимпиады в Токио 1964 года; в программе игр 1968 года в Мехико этот вид спорта отсутствовал, однако в 1972 году был вновь возвращён в неё и присутствует там и поныне.
Из-за наличия среди европейских дзюдоистов супертяжеловесов, более чем вдвое превышавших по массе ряд других спортсменов, соревнования по дзюдо сразу были введены в олимпийскую программу с минимальной весовой категоризацией, включавшей «лёгкий», «средний» и «тяжёлый вес», а также абсолютное/открытое первенство без учёта веса. Впоследствии постепенно была принята современная система, включающая семь весовых категорий от «суперлёгкой» до «тяжёлой»; до 1988 года спортсмены также участвовали в схватках «абсолютной категории» (формально «без различения веса», фактически же в ней выступали большей частью супертяжеловесы), однако с 1992 года это было упразднено.
В первых олимпийских соревнованиях по дзюдо участвовали только спортсмены-мужчины. Женское дзюдо на Олимпийских играх появилось впервые в форме показательных выступлениях на Олимпиаде-1988, начиная же с Олимпиады 1992 года в Барселоне оно было включено и в состязательную программу. В весовом делении спортсменок присутствуют те же номинальные категории, однако с границами деления «легче» соответствующих «мужских» (в зависимости от категории, на 12-22 кг).
Как в общем медальном зачёте, так и по количеству золотых медалей в этой дисциплине с большим отрывом лидирует его основатель — Япония, на втором-третьем местах — Южная Корея, Франция и СССР (до 1991 года). Наиболее значимый успех сборной России в постсоветский период пришёл на Олимпиаде 2012 года, когда сборная России впервые в истории завоевала три золотых медали по дзюдо. Ниже приведены списки олимпийских медалистов по дзюдо в каждой весовой категории.

## Суперлёгкая весовая категория
Предел веса спортсменов — до 60 килограммов; предел веса спортсменок — до 48 килограммов.
| Олимпиада                   | Мужчины                             | Мужчины                     | Мужчины                           | Женщины                   | Женщины                    | Женщины                          |
| Олимпиада                   | Золото                              | Серебро                     | Бронза                            | Золото                    | Серебро                    | Бронза                           |
| 1980 Москва (дзюдо)         | Тьерри Ре Франция                   | Хосе Родригес Куба          | Арамбий Емиж СССР                 | Не участвовали            | Не участвовали             | Не участвовали                   |
| 1980 Москва (дзюдо)         | Тьерри Ре Франция                   | Хосе Родригес Куба          | Тибор Кинчеш Венгрия              | Не участвовали            | Не участвовали             | Не участвовали                   |
| 1984 Лос-Анджелес (дзюдо)   | Синдзи Хосокава Япония              | Ким Джэ Ёп Республика Корея | Нил Экерсли Великобритания        | Не участвовали            | Не участвовали             | Не участвовали                   |
| 1984 Лос-Анджелес (дзюдо)   | Синдзи Хосокава Япония              | Ким Джэ Ёп Республика Корея | Эдвард Лидди США                  | Не участвовали            | Не участвовали             | Не участвовали                   |
| 1988 Сеул (дзюдо)           | Ким Джэ Ёп Республика Корея         | Кевин Асано США             | Синдзи Хосокава Япония            | Не участвовали            | Не участвовали             | Не участвовали                   |
| 1988 Сеул (дзюдо)           | Ким Джэ Ёп Республика Корея         | Кевин Асано США             | Амиран Тотикашвили СССР           | Не участвовали            | Не участвовали             | Не участвовали                   |
| 1992 Барселона (дзюдо)      | Назим Гусейнов Объединённая команда | Юн Хён Республика Корея     | Таданори Косино Япония            | Сесиль Новак Франция      | Рёко Тамура Япония         | Амарилис Савон Куба              |
| 1992 Барселона (дзюдо)      | Назим Гусейнов Объединённая команда | Юн Хён Республика Корея     | Рихард Траутман Германия          | Сесиль Новак Франция      | Рёко Тамура Япония         | Хюлья Шенъюрт Турция             |
| 1996 Атланта (дзюдо)        | Тадахиро Номура Япония              | Джироламо Джовинаццо Италия | Доржпаламин Нармандах Монголия    | Кё Сунхи Республика Корея | Рёко Тамура Япония         | Амарилис Савон Куба              |
| 1996 Атланта (дзюдо)        | Тадахиро Номура Япония              | Джироламо Джовинаццо Италия | Рихард Траутман Германия          | Кё Сунхи Республика Корея | Рёко Тамура Япония         | Йоланда Солер Испания            |
| 2000 Сидней (дзюдо)         | Тадахиро Номура Япония              | Чон Бугён Республика Корея  | Маноло Пулот Куба                 | Рёко Тамура Япония        | Любовь Брулетова Россия    | Анна-Мария Граданте Германия     |
| 2000 Сидней (дзюдо)         | Тадахиро Номура Япония              | Чон Бугён Республика Корея  | Айдын Смагулов Кыргызстан         | Рёко Тамура Япония        | Любовь Брулетова Россия    | Анн Симон Бельгия                |
| 2004 Афины (дзюдо)          | Тадахиро Номура Япония              | Нестор Хергиани Грузия      | Хашбаатарын Цагаанбаатар Монголия | Рёко Тани Япония          | Фредерик Жоссине Франция   | Юлия Матиас Германия             |
| 2004 Афины (дзюдо)          | Тадахиро Номура Япония              | Нестор Хергиани Грузия      | Чхве Мин Хо Республика Корея      | Рёко Тани Япония          | Фредерик Жоссине Франция   | Гао Фэн Китай                    |
| 2008 Пекин (дзюдо)          | Чхве Мин Хо Республика Корея        | Людвиг Пайшер Австрия       | Ришод Собиров Узбекистан          | Алина Думитру Румыния     | Янет Бермой Куба           | Паула Парето Аргентина           |
| 2008 Пекин (дзюдо)          | Чхве Мин Хо Республика Корея        | Людвиг Пайшер Австрия       | Рубен Хаукес[уточнить] Нидерланды | Алина Думитру Румыния     | Янет Бермой Куба           | Рёко Тани Япония                 |
| 2012 Лондон (дзюдо)         | Арсен Галстян Россия                | Хироаки Хираока Япония      | Фелипе Китадаи Бразилия           | Сара Менезес Бразилия     | Алина Думитру Румыния      | Эва Черновицки Венгрия           |
| 2012 Лондон (дзюдо)         | Арсен Галстян Россия                | Хироаки Хираока Япония      | Ришод Собиров Узбекистан          | Сара Менезес Бразилия     | Алина Думитру Румыния      | Шарлин Ван Сник Бельгия          |
| 2016 Рио-де-Жанейро (дзюдо) | Беслан Мудранов Россия              | Елдос Сметов Казахстан      | Наохиса Такато Япония             | Паула Парето Аргентина    | Чон Богён Республика Корея | Ами Кондо Япония                 |
| 2016 Рио-де-Жанейро (дзюдо) | Беслан Мудранов Россия              | Елдос Сметов Казахстан      | Диёрбек Уразбаев Узбекистан       | Паула Парето Аргентина    | Чон Богён Республика Корея | Галбадрахын Отгонцэцэг Казахстан |

## Полулёгкая весовая категория
Предел веса спортсменов: в 1980—1996 годах — до 65, позднее — до 66 килограммов; предел веса спортсменок — до 52 килограммов.
| Олимпиада                   | Мужчины                     | Мужчины                      | Мужчины                     | Женщины                   | Женщины                    | Женщины                    |
| Олимпиада                   | Золото                      | Серебро                      | Бронза                      | Золото                    | Серебро                    | Бронза                     |
| 1980 Москва (дзюдо)         | Николай Солодухин СССР      | Цэндийн Дамдин Монголия      | Илиан Недков Болгария       | Не участвовали            | Не участвовали             | Не участвовали             |
| 1980 Москва (дзюдо)         | Николай Солодухин СССР      | Цэндийн Дамдин Монголия      | Януш Павловский Польша      | Не участвовали            | Не участвовали             | Не участвовали             |
| 1984 Лос-Анджелес (дзюдо)   | Ёсиюки Мацуока Япония       | Хван Джон О Республика Корея | Марк Александр Франция      | Не участвовали            | Не участвовали             | Не участвовали             |
| 1984 Лос-Анджелес (дзюдо)   | Ёсиюки Мацуока Япония       | Хван Джон О Республика Корея | Йозеф Райтер Австрия        | Не участвовали            | Не участвовали             | Не участвовали             |
| 1988 Сеул (дзюдо)           | Ли Гён Гын Республика Корея | Януш Павловский Польша       | Брюно Карабетта Франция     | Не участвовали            | Не участвовали             | Не участвовали             |
| 1988 Сеул (дзюдо)           | Ли Гён Гын Республика Корея | Януш Павловский Польша       | Ёсукэ Ямамото Япония        | Не участвовали            | Не участвовали             | Не участвовали             |
| 1992 Барселона (дзюдо)      | Рожерио Сампайо Бразилия    | Йожеф Чак Венгрия            | Исраэль Эрнандес Куба       | Альмудена Муньос Испания  | Норико Мидзогути Япония    | Ли Чжунъюнь Китай          |
| 1992 Барселона (дзюдо)      | Рожерио Сампайо Бразилия    | Йожеф Чак Венгрия            | Удо Квелльмальц Германия    | Альмудена Муньос Испания  | Норико Мидзогути Япония    | Шэрон Рендл Великобритания |
| 1996 Атланта (дзюдо)        | Удо Квелльмальц Германия    | Юкимаса Накамура Япония      | Энрике Гимарайш Бразилия    | Мари-Клер Ресту Франция   | Хён Сукхи Республика Корея | Норико Сугавара Япония     |
| 1996 Атланта (дзюдо)        | Удо Квелльмальц Германия    | Юкимаса Накамура Япония      | Исраэль Эрнандес Куба       | Мари-Клер Ресту Франция   | Хён Сукхи Республика Корея | Легна Вердесия Куба        |
| 2000 Сидней (дзюдо)         | Хюсеин Озкан Турция         | Ларби Бенбудауд Франция      | Джироламо Джовинаццо Италия | Легна Вердесия Куба       | Норико Нарадзаки Япония    | Лю Юйсян Китай             |
| 2000 Сидней (дзюдо)         | Хюсеин Озкан Турция         | Ларби Бенбудауд Франция      | Георгий Вазагашвили Грузия  | Легна Вердесия Куба       | Норико Нарадзаки Япония    | Ке Сун Хи Республика Корея |
| 2004 Афины (дзюдо)          | Масато Утисиба Япония       | Йозеф Крнач Словакия         | Йорданис Аренсибия Куба     | Сянь Дунмэй Китай         | Юки Ёкосава Япония         | Амарилис Савон Куба        |
| 2004 Афины (дзюдо)          | Масато Утисиба Япония       | Йозеф Крнач Словакия         | Георгий Георгиев Болгария   | Сянь Дунмэй Китай         | Юки Ёкосава Япония         | Ильзе Хейлен Бельгия       |
| 2008 Пекин (дзюдо)          | Масато Утисиба Япония       | Бенжамен Дарбеле Франция     | Йорданис Аренсибиа Куба     | Сянь Дунмэй Китай         | Ан Гымъэ КНДР              | Сорая Хаддад Алжир         |
| 2008 Пекин (дзюдо)          | Масато Утисиба Япония       | Бенжамен Дарбеле Франция     | Пак Чхоль Мин КНДР          | Сянь Дунмэй Китай         | Ан Гымъэ КНДР              | Мисато Накамура Япония     |
| 2012 Лондон (дзюдо)         | Лаша Шавдатуашвили Грузия   | Миклош Унгвари Венгрия       | Масаси Эбинума Япония       | Ан Гым Э КНДР             | Янет Бермой Куба           | Розальба Форчинити Италия  |
| 2012 Лондон (дзюдо)         | Лаша Шавдатуашвили Грузия   | Миклош Унгвари Венгрия       | Чо Джун Хо Республика Корея | Ан Гым Э КНДР             | Янет Бермой Куба           | Присцилла Ньето Франция    |
| 2016 Рио-де-Жанейро (дзюдо) | Фабио Базиле Италия         | Ан Ба Уль Республика Корея   | Масаси Эбинума Япония       | Майлинда Кельменди Косово | Одетте Джуффрида Италия    | Мисато Накамура Япония     |
| 2016 Рио-де-Жанейро (дзюдо) | Фабио Базиле Италия         | Ан Ба Уль Республика Корея   | Ришод Собиров Узбекистан    | Майлинда Кельменди Косово | Одетте Джуффрида Италия    | Наталья Кузютина Россия    |

## Лёгкая весовая категория
На Олимпиаде 1964 года верхний предел легкой весовой «макрокатегории» был уставлен в 68 кг, позднее (при более дробном делении) предел был установлен на 63 кг (в 1972—1976), 71 кг (в 1980—1996 годах); с 2000 и по настоящее время — в категории выступают спортсмены весом до 73 килограммов. Вес женщин-дзюдоисток легкой категории в 1992—1996 годах был ограничен 56 кг, позднее — 57 килограммами.
| Олимпиада                   | Мужчины                                            | Мужчины                                            | Мужчины                                            | Женщины                                            | Женщины                                            | Женщины                                            |
| Олимпиада                   | Золото                                             | Серебро                                            | Бронза                                             | Золото                                             | Серебро                                            | Бронза                                             |
| 1964 Токио (дзюдо)          | Такэхидэ Накатани Япония                           | Эрик Хенни Швейцария                               | Арон Боголюбов СССР                                | Не участвовали                                     | Не участвовали                                     | Не участвовали                                     |
| 1964 Токио (дзюдо)          | Такэхидэ Накатани Япония                           | Эрик Хенни Швейцария                               | Олег Степанов СССР                                 | Не участвовали                                     | Не участвовали                                     | Не участвовали                                     |
| 1968 Мехико                 | Дзюдо не было включено в программу Олимпийских игр | Дзюдо не было включено в программу Олимпийских игр | Дзюдо не было включено в программу Олимпийских игр | Дзюдо не было включено в программу Олимпийских игр | Дзюдо не было включено в программу Олимпийских игр | Дзюдо не было включено в программу Олимпийских игр |
| 1972 Мюнхен (дзюдо)         | Такао Кавагути Япония                              | Не присуждено (дисквалификация)                    | Ким Ён Ик КНДР                                     | Не участвовали                                     | Не участвовали                                     | Не участвовали                                     |
| 1972 Мюнхен (дзюдо)         | Такао Кавагути Япония                              | Не присуждено (дисквалификация)                    | Жан-Жак Мунье Франция                              | Не участвовали                                     | Не участвовали                                     | Не участвовали                                     |
| 1976 Монреаль (дзюдо)       | Эктор Родригес Куба                                | Чан Ын Гён Республика Корея                        | Феличе Мариани Италия                              | Не участвовали                                     | Не участвовали                                     | Не участвовали                                     |
| 1976 Монреаль (дзюдо)       | Эктор Родригес Куба                                | Чан Ын Гён Республика Корея                        | Йожеф Тунчик Венгрия                               | Не участвовали                                     | Не участвовали                                     | Не участвовали                                     |
| 1980 Москва (дзюдо)         | Эцио Гамба Италия                                  | Нейл Адамс Великобритания                          | Равдангийн Даваадалай Монголия                     | Не участвовали                                     | Не участвовали                                     | Не участвовали                                     |
| 1980 Москва (дзюдо)         | Эцио Гамба Италия                                  | Нейл Адамс Великобритания                          | Карл-Хайнц Леман Польша                            | Не участвовали                                     | Не участвовали                                     | Не участвовали                                     |
| 1984 Лос-Анджелес (дзюдо)   | Ан Бён Гын Республика Корея                        | Эцио Гамба Италия                                  | Керрит Браун Великобритания                        | Не участвовали                                     | Не участвовали                                     | Не участвовали                                     |
| 1984 Лос-Анджелес (дзюдо)   | Ан Бён Гын Республика Корея                        | Эцио Гамба Италия                                  | Луис Онмура Бразилия                               | Не участвовали                                     | Не участвовали                                     | Не участвовали                                     |
| 1988 Сеул (дзюдо)           | Марк Александр Франция                             | Свен Лолл ГДР                                      | Майкл Суэйн США                                    | Не участвовали                                     | Не участвовали                                     | Не участвовали                                     |
| 1988 Сеул (дзюдо)           | Марк Александр Франция                             | Свен Лолл ГДР                                      | Георгий Тенадзе СССР                               | Не участвовали                                     | Не участвовали                                     | Не участвовали                                     |
| 1992 Барселона (дзюдо)      | Тосихико Кога Япония                               | Берталан Хайтош Венгрия                            | Чон Хун Республика Корея                           | Мириам Бласко Испания                              | Никола Фейрбразер Великобритания                   | Дриулис Гонсалес Куба                              |
| 1992 Барселона (дзюдо)      | Тосихико Кога Япония                               | Берталан Хайтош Венгрия                            | Шай-Орэн Смаджа Израиль                            | Мириам Бласко Испания                              | Никола Фейрбразер Великобритания                   | Тиёри Татэно Япония                                |
| 1996 Атланта (дзюдо)        | Кэндзо Накамура Япония                             | Квак Тэсун Республика Корея                        | Кристоф Гальяно Франция                            | Дриулис Гонсалес Куба                              | Чон Сон Ён Республика Корея                        | Исабель Фернандес Испания                          |
| 1996 Атланта (дзюдо)        | Кэндзо Накамура Япония                             | Квак Тэсун Республика Корея                        | Джимми Педро США                                   | Дриулис Гонсалес Куба                              | Чон Сон Ён Республика Корея                        | Марисабель Ломба Бельгия                           |
| 2000 Сидней (дзюдо)         | Джузеппе Маддалони Италия                          | Тиагу Камилу Бразилия                              | Анатолий Ларюков Беларусь                          | Исабель Фернандес Испания                          | Дриулис Гонсалес Куба                              | Киэ Кусакабэ Япония                                |
| 2000 Сидней (дзюдо)         | Джузеппе Маддалони Италия                          | Тиагу Камилу Бразилия                              | Всеволод Зелёный Латвия                            | Исабель Фернандес Испания                          | Дриулис Гонсалес Куба                              | Мария Пекли Австралия                              |
| 2004 Афины (дзюдо)          | Ли Вон Хи Республика Корея                         | Виталий Макаров Россия                             | Леандру Гильейру Бразилия                          | Ивонн Бёниш Германия                               | Ке Сун Хи КНДР                                     | Дебора Гравенстейн Нидерланды                      |
| 2004 Афины (дзюдо)          | Ли Вон Хи Республика Корея                         | Виталий Макаров Россия                             | Джимми Педро США                                   | Ивонн Бёниш Германия                               | Ке Сун Хи КНДР                                     | Юрислейди Лупетей Куба                             |
| 2008 Пекин (дзюдо)          | Эльнур Мамедли Азербайджан                         | Ван Ги Чхун Республика Корея                       | Расул Бокиев Таджикистан                           | Джулия Квинтавалле Италия                          | Дебора Гравенстейн Нидерланды                      | Кетлейн Квадрус Бразилия                           |
| 2008 Пекин (дзюдо)          | Эльнур Мамедли Азербайджан                         | Ван Ги Чхун Республика Корея                       | Леандру Гильейру Бразилия                          | Джулия Квинтавалле Италия                          | Дебора Гравенстейн Нидерланды                      | Сюй Янь Китай                                      |
| 2012 Лондон (дзюдо)         | Мансур Исаев Россия                                | Рики Накая Япония                                  | Сайнжаргалын Ням-Очир Монголия                     | Каори Мацумото Япония                              | Корина Кэприориу Румыния                           | Марти Мэллой США                                   |
| 2012 Лондон (дзюдо)         | Мансур Исаев Россия                                | Рики Накая Япония                                  | Юго Легран Франция                                 | Каори Мацумото Япония                              | Корина Кэприориу Румыния                           | Отон Павья Франция                                 |
| 2016 Рио-де-Жанейро (дзюдо) | Сёхэй Оно Япония                                   | Рустам Фазаил оглы Оруджев Азербайджан             | Дирк ван Тихелт Бельгия                            | Рафаэла Силва Бразилия                             | Сумъяа Доржсурэнгийн Монголия                      | Каори Мацумото Япония                              |
| 2016 Рио-де-Жанейро (дзюдо) | Сёхэй Оно Япония                                   | Рустам Фазаил оглы Оруджев Азербайджан             | Лаша Шавдатуашвили Грузия                          | Рафаэла Силва Бразилия                             | Сумъяа Доржсурэнгийн Монголия                      | Телма Монтейру Португалия                          |

## Полусредняя весовая категория
Присутствует в весовой категоризации спортсменов, начиная с Олимпийских игр 1972 года, когда верхний предел массы для дзюдоистов был установлен на 70 килограммах; с 1980 года он был повышен до 78 кг, с 2000 года — до 81 килограмма. Вес женщин-дзюдоисток полусредней категории в 1992—1996 годах был ограничен 61 кг, позднее — 63 килограммами.
| Олимпиада                 | Мужчины                     | Мужчины                     | Мужчины                     | Женщины                    | Женщины                  | Женщины                            |
| Олимпиада                 | Золото                      | Серебро                     | Бронза                      | Золото                     | Серебро                  | Бронза                             |
| 1972 Мюнхен (дзюдо)       | Тоёкадзу Номура Япония      | Антоний Зайковский Польша   | Дитмар Хётгер ГДР           | Не участвовали             | Не участвовали           | Не участвовали                     |
| 1972 Мюнхен (дзюдо)       | Тоёкадзу Номура Япония      | Антоний Зайковский Польша   | Анатолий Новиков СССР       | Не участвовали             | Не участвовали           | Не участвовали                     |
| 1976 Монреаль (дзюдо)     | Владимир Невзоров СССР      | Кодзи Курамото Япония       | Мариан Талай Польша         | Не участвовали             | Не участвовали           | Не участвовали                     |
| 1976 Монреаль (дзюдо)     | Владимир Невзоров СССР      | Кодзи Курамото Япония       | Патрик Виаль Франция        | Не участвовали             | Не участвовали           | Не участвовали                     |
| 1980 Москва (дзюдо)       | Шота Хабарели СССР          | Хуан Феррер Куба            | Харальд Хайнке ГДР          | Не участвовали             | Не участвовали           | Не участвовали                     |
| 1980 Москва (дзюдо)       | Шота Хабарели СССР          | Хуан Феррер Куба            | Бернар Чулуян Франция       | Не участвовали             | Не участвовали           | Не участвовали                     |
| 1984 Лос-Анджелес (дзюдо) | Франк Венеке ФРГ            | Нейл Адамс Италия           | Мирча Фрэцикэ Румыния       | Не участвовали             | Не участвовали           | Не участвовали                     |
| 1984 Лос-Анджелес (дзюдо) | Франк Венеке ФРГ            | Нейл Адамс Италия           | Мишель Новак Франция        | Не участвовали             | Не участвовали           | Не участвовали                     |
| 1988 Сеул (дзюдо)         | Вальдемар Легень Польша     | Франк Венеке ФРГ            | Торстен Брехот ГДР          | Не участвовали             | Не участвовали           | Не участвовали                     |
| 1988 Сеул (дзюдо)         | Вальдемар Легень Польша     | Франк Венеке ФРГ            | Башир Вараев СССР           | Не участвовали             | Не участвовали           | Не участвовали                     |
| 1992 Барселона (дзюдо)    | Хидэхико Ёсида Япония       | Джейсон Моррис США          | Ким Бёнджу Республика Корея | Катрин Флёри Франция       | Яэль Арад Израиль        | Елена Петрова Объединённая команда |
| 1992 Барселона (дзюдо)    | Хидэхико Ёсида Япония       | Джейсон Моррис США          | Бертран Дамезен Франция     | Катрин Флёри Франция       | Яэль Арад Израиль        | Чжан Ди Китай                      |
| 1996 Атланта (дзюдо)      | Джамель Бурас Франция       | Тосихико Кога Япония        | Чо Инчхоль Республика Корея | Юко Эмото Япония           | Гелла Вандекавей Бельгия | Йенни Гал Нидерланды               |
| 1996 Атланта (дзюдо)      | Джамель Бурас Франция       | Тосихико Кога Япония        | Сосо Липартелиани Грузия    | Юко Эмото Япония           | Гелла Вандекавей Бельгия | Чон Сонсук Республика Корея        |
| 2000 Сидней (дзюдо)       | Макото Такимото Япония      | Чо Инчхоль Республика Корея | Алексей Будылин Эстония     | Северин Ванденэнде Франция | Ли Шуфан Китай           | Чон Сонсук Республика Корея        |
| 2000 Сидней (дзюдо)       | Макото Такимото Япония      | Чо Инчхоль Республика Корея | Нуну Делгаду Португалия     | Северин Ванденэнде Франция | Ли Шуфан Китай           | Гелла Вандекавей Бельгия           |
| 2004 Афины (дзюдо)        | Илиас Илиадис Греция        | Роман Гонтюк Украина        | Флавиу Канту Бразилия       | Аюми Танимото Япония       | Клаудия Хайлль Австрия   | Уршка Жолнир Словения              |
| 2004 Афины (дзюдо)        | Илиас Илиадис Греция        | Роман Гонтюк Украина        | Дмитрий Носов Россия        | Аюми Танимото Япония       | Клаудия Хайлль Австрия   | Дриулис Гонсалес Куба              |
| 2008 Пекин (дзюдо)        | Оле Бишоф Германия          | Ким Джэбом Республика Корея | Тиагу Камилу Бразилия       | Аюми Танимото Япония       | Люси Декосс Франция      | Элизабет Виллебордсе Нидерланды    |
| 2008 Пекин (дзюдо)        | Оле Бишоф Германия          | Ким Джэбом Республика Корея | Роман Гонтюк Украина        | Аюми Танимото Япония       | Люси Декосс Франция      | Вон Огъим Республика Корея         |
| 2012 Лондон (дзюдо)       | Ким Джэбом Республика Корея | Оле Бишоф Германия          | Иван Нифонтов Россия        | Уршка Жолнир Словения      | Сюй Лили Китай           | Ёсиэ Уэно Япония                   |
| 2012 Лондон (дзюдо)       | Ким Джэбом Республика Корея | Оле Бишоф Германия          | Антуан Валуа-Фортье Канада  | Уршка Жолнир Словения      | Сюй Лили Китай           | Жевриз Эман Франция                |

## Средняя весовая категория
На Олимпиаде 1964 года верхний предел средней весовой «макрокатегории» был уставлен в 80 кг, позднее предел средней весовой категории для мужчин-дзюдоистов был поднят до 86 кг (1980—1996 годы); с 2000 и по настоящее время — до 90 килограммов. Вес женщин-дзюдоисток средней весовой категории в 1992—1996 годах был ограничен 66 кг, с 2000 года — 70 кг.
| Олимпиада                 | Мужчины                                            | Мужчины                                            | Мужчины                                            | Женщины                                            | Женщины                                            | Женщины                                            |
| Олимпиада                 | Золото                                             | Серебро                                            | Бронза                                             | Золото                                             | Серебро                                            | Бронза                                             |
| 1964 Токио (дзюдо)        | Исао Окано Япония                                  | Вольфганг Хофманн Объединённая германская команда  | Джеймс Брегман США                                 | Не участвовали                                     | Не участвовали                                     | Не участвовали                                     |
| 1964 Токио (дзюдо)        | Исао Окано Япония                                  | Вольфганг Хофманн Объединённая германская команда  | Ким Ый Тхэ Республика Корея                        | Не участвовали                                     | Не участвовали                                     | Не участвовали                                     |
| 1968 Мехико               | Дзюдо не было включено в программу Олимпийских игр | Дзюдо не было включено в программу Олимпийских игр | Дзюдо не было включено в программу Олимпийских игр | Дзюдо не было включено в программу Олимпийских игр | Дзюдо не было включено в программу Олимпийских игр | Дзюдо не было включено в программу Олимпийских игр |
| 1972 Мюнхен (дзюдо)       | Синобу Сэкинэ Япония                               | О Сын Нип Республика Корея                         | Жан-Поль Кош Франция                               | Не участвовали                                     | Не участвовали                                     | Не участвовали                                     |
| 1972 Мюнхен (дзюдо)       | Синобу Сэкинэ Япония                               | О Сын Нип Республика Корея                         | Брайан Джэкс Великобритания                        | Не участвовали                                     | Не участвовали                                     | Не участвовали                                     |
| 1976 Монреаль (дзюдо)     | Исаму Сонода Япония                                | Валерий Двойников СССР                             | Славко Обадов Югославия                            | Не участвовали                                     | Не участвовали                                     | Не участвовали                                     |
| 1976 Монреаль (дзюдо)     | Исаму Сонода Япония                                | Валерий Двойников СССР                             | Пак Ён Чхоль Республика Корея                      | Не участвовали                                     | Не участвовали                                     | Не участвовали                                     |
| 1980 Москва (дзюдо)       | Юрг Рётлисбергер Швейцария                         | Исаак Аскуй Куба                                   | Александр Яцкевич СССР                             | Не участвовали                                     | Не участвовали                                     | Не участвовали                                     |
| 1980 Москва (дзюдо)       | Юрг Рётлисбергер Швейцария                         | Исаак Аскуй Куба                                   | Детлеф Улч ГДР                                     | Не участвовали                                     | Не участвовали                                     | Не участвовали                                     |
| 1984 Лос-Анджелес (дзюдо) | Петер Зайзенбахер Австрия                          | Роберт Бёрланд США                                 | Валтер Кармона Бразилия                            | Не участвовали                                     | Не участвовали                                     | Не участвовали                                     |
| 1984 Лос-Анджелес (дзюдо) | Петер Зайзенбахер Австрия                          | Роберт Бёрланд США                                 | Сэйки Носэ Япония                                  | Не участвовали                                     | Не участвовали                                     | Не участвовали                                     |
| 1988 Сеул (дзюдо)         | Петер Зайзенбахер Австрия                          | Владимир Шестаков СССР                             | Акинобу Осако Япония                               | Не участвовали                                     | Не участвовали                                     | Не участвовали                                     |
| 1988 Сеул (дзюдо)         | Петер Зайзенбахер Австрия                          | Владимир Шестаков СССР                             | Бен Спийкерс Нидерланды                            | Не участвовали                                     | Не участвовали                                     | Не участвовали                                     |
| 1992 Барселона (дзюдо)    | Вальдемар Легень Польша                            | Паскаль Тайо Франция                               | Николя Жиль Канада                                 | Одалис Реве Куба                                   | Эмануэла Пьерантоцци Италия                        | Кейт Хауи Великобритания                           |
| 1992 Барселона (дзюдо)    | Вальдемар Легень Польша                            | Паскаль Тайо Франция                               | Хиротака Окада Япония                              | Одалис Реве Куба                                   | Эмануэла Пьерантоцци Италия                        | Хейди Ракелс Бельгия                               |
| 1996 Атланта (дзюдо)      | Чон Ги Ён Республика Корея                         | Армен Багдасаров Узбекистан                        | Марк Хёйзинга Нидерланды                           | Чо Мин Сон Республика Корея                        | Анета Щепаньская Польша                            | Ван Сяньбо Китай                                   |
| 1996 Атланта (дзюдо)      | Чон Ги Ён Республика Корея                         | Армен Багдасаров Узбекистан                        | Марко Шпитка Германия                              | Чо Мин Сон Республика Корея                        | Анета Щепаньская Польша                            | Клаудиа Звирс Нидерланды                           |
| 2000 Сидней (дзюдо)       | Марк Хёйзинга Нидерланды                           | Карлос Онорато Бразилия                            | Фредерик Демонфокон Франция                        | Сибелис Веранес Куба                               | Кейт Хауи Великобритания                           | Чо Мин Сон Республика Корея                        |
| 2000 Сидней (дзюдо)       | Марк Хёйзинга Нидерланды                           | Карлос Онорато Бразилия                            | Руслан Машуренко Украина                           | Сибелис Веранес Куба                               | Кейт Хауи Великобритания                           | Иления Скапин Италия                               |
| 2004 Афины (дзюдо)        | Зураб Звиадаури Грузия                             | Хироси Идзуми Япония                               | Марк Хёйзинга Нидерланды                           | Масаэ Уэно Япония                                  | Эдит Босх Нидерланды                               | Цинь Дунъя Китай                                   |
| 2004 Афины (дзюдо)        | Зураб Звиадаури Грузия                             | Хироси Идзуми Япония                               | Хасанби Таов Россия                                | Масаэ Уэно Япония                                  | Эдит Босх Нидерланды                               | Аннетт Бём Германия                                |
| 2008 Пекин (дзюдо)        | Ираклий Цирекидзе Грузия                           | Амар Бенихлеф Аргентина                            | Хешам Месба Египет                                 | Масаэ Уэно Япония                                  | Анайси Эрнандес Куба                               | Ронда Раузи США                                    |
| 2008 Пекин (дзюдо)        | Ираклий Цирекидзе Грузия                           | Амар Бенихлеф Аргентина                            | Сергей Ашванден Швейцария                          | Масаэ Уэно Япония                                  | Анайси Эрнандес Куба                               | Эдит Босх Нидерланды                               |
| 2012 Лондон (дзюдо)       | Сон Дэ Нам Республика Корея                        | Аслей Гонсалес Куба                                | Илиас Илиадис Греция                               | Люси Декосс Франция                                | Керстин Тиле Германия                              | Юри Альвеар Колумбия                               |
| 2012 Лондон (дзюдо)       | Сон Дэ Нам Республика Корея                        | Аслей Гонсалес Куба                                | Масаси Нисияма Япония                              | Люси Декосс Франция                                | Керстин Тиле Германия                              | Эдит Босх Нидерланды                               |

## Полутяжёлая весовая категория
Присутствует в весовой категоризации спортсменов, начиная с Олимпийских игр 1972 года, когда верхний предел массы для дзюдоистов был установлен на 93 килограммах; с 1980 года он был повышен до 95 кг, с 2000 года — до 100 килограммов. Вес женщин-дзюдоисток полутяжёлой категории в 1992—1996 годах был ограничен 72 кг, позднее — 78 килограммами.
| Олимпиада                 | Мужчины                     | Мужчины                        | Мужчины                              | Женщины                     | Женщины                       | Женщины                     |
| Олимпиада                 | Золото                      | Серебро                        | Бронза                               | Золото                      | Серебро                       | Бронза                      |
| 1972 Мюнхен (дзюдо)       | Шота Чочишвили СССР         | Дэвид Старбрук Великобритания  | Пауль Барт ФРГ                       | Не участвовали              | Не участвовали                | Не участвовали              |
| 1972 Мюнхен (дзюдо)       | Шота Чочишвили СССР         | Дэвид Старбрук Великобритания  | Тиаки Исии Бразилия                  | Не участвовали              | Не участвовали                | Не участвовали              |
| 1976 Монреаль (дзюдо)     | Кадзухиро Ниномия Япония    | Рамаз Харшиладзе СССР          | Юрг Рётлисбергер Швейцария           | Не участвовали              | Не участвовали                | Не участвовали              |
| 1976 Монреаль (дзюдо)     | Кадзухиро Ниномия Япония    | Рамаз Харшиладзе СССР          | Дэвид Старбрук Великобритания        | Не участвовали              | Не участвовали                | Не участвовали              |
| 1980 Москва (дзюдо)       | Роберт ван де Валле Бельгия | Тенгиз Хубулури СССР           | Дитмар Лоренц ГДР                    | Не участвовали              | Не участвовали                | Не участвовали              |
| 1980 Москва (дзюдо)       | Роберт ван де Валле Бельгия | Тенгиз Хубулури СССР           | Хенк Нюман Нидерланды                | Не участвовали              | Не участвовали                | Не участвовали              |
| 1984 Лос-Анджелес (дзюдо) | Ха Хёнджу Республика Корея  | Дуглас Виейра Бразилия         | Бьярни Фридрикссон Исландия          | Не участвовали              | Не участвовали                | Не участвовали              |
| 1984 Лос-Анджелес (дзюдо) | Ха Хёнджу Республика Корея  | Дуглас Виейра Бразилия         | Гюнтер Нойройтер ФРГ                 | Не участвовали              | Не участвовали                | Не участвовали              |
| 1988 Сеул (дзюдо)         | Аурелиу Мигел Бразилия      | Марк Майлинг ФРГ               | Деннис Стюарт Великобритания         | Не участвовали              | Не участвовали                | Не участвовали              |
| 1988 Сеул (дзюдо)         | Аурелиу Мигел Бразилия      | Марк Майлинг ФРГ               | Роберт ван де Валле Бельгия          | Не участвовали              | Не участвовали                | Не участвовали              |
| 1992 Барселона (дзюдо)    | Анталь Ковач Венгрия        | Реймонд Стивенс Великобритания | Тео Мейер Нидерланды                 | Ким Миджон Республика Корея | Ёко Танабэ Япония             | Ирен де Кок Нидерланды      |
| 1992 Барселона (дзюдо)    | Анталь Ковач Венгрия        | Реймонд Стивенс Великобритания | Дмитрий Сергеев Объединённая команда | Ким Миджон Республика Корея | Ёко Танабэ Япония             | Летиция Меньян Франция      |
| 1996 Атланта (дзюдо)      | Павел Настула Польша        | Ким Минсу Республика Корея     | Аурелиу Мигел Бразилия               | Улла Вербрук Бельгия        | Ёко Танабэ Япония             | Диаденис Луна Куба          |
| 1996 Атланта (дзюдо)      | Павел Настула Польша        | Ким Минсу Республика Корея     | Стефан Трено Франция                 | Улла Вербрук Бельгия        | Ёко Танабэ Япония             | Иления Скапин Италия        |
| 2000 Сидней (дзюдо)       | Косэй Иноуэ Япония          | Николя Жиль Канада             | Юрий Стёпкин Россия                  | Тан Линь Китай              | Селин Лебрен Франция          | Эмануэла Пьерантоцци Италия |
| 2000 Сидней (дзюдо)       | Косэй Иноуэ Япония          | Николя Жиль Канада             | Стефан Трено Франция                 | Тан Линь Китай              | Селин Лебрен Франция          | Симона Рихтер Румыния       |
| 2004 Афины (дзюдо)        | Игорь Макаров Беларусь      | Чан Сонхо Республика Корея     | Михаэль Юрак Германия                | Норико Анно Япония          | Лю Ся Китай                   | Лючия Морико Италия         |
| 2004 Афины (дзюдо)        | Игорь Макаров Беларусь      | Чан Сонхо Республика Корея     | Ариэль Зеэви Израиль                 | Норико Анно Япония          | Лю Ся Китай                   | Юрисель Лаборде Куба        |
| 2008 Пекин (дзюдо)        | Тувшинбаяр Найдан Монголия  | Асхат Житкеев Казахстан        | Мовлуд Миралиев Азербайджан          | Ян Сюли Китай               | Яленнис Кастильо Куба         | Чон Гёнми Республика Корея  |
| 2008 Пекин (дзюдо)        | Тувшинбаяр Найдан Монголия  | Асхат Житкеев Казахстан        | Хенк Грол Нидерланды                 | Ян Сюли Китай               | Яленнис Кастильо Куба         | Стефани Поссаме Франция     |
| 2012 Лондон (дзюдо)       | Тагир Хайбулаев Россия      | Тувшинбаяр Найдан Монголия     | Дмитрий Петерс Германия              | Кайла Харрисон США          | Джемма Гиббонс Великобритания | Одри Чёмео Франция          |
| 2012 Лондон (дзюдо)       | Тагир Хайбулаев Россия      | Тувшинбаяр Найдан Монголия     | Хенк Грол Нидерланды                 | Кайла Харрисон США          | Джемма Гиббонс Великобритания | Майра Агиар Бразилия        |

## Тяжёлая весовая категория
В отличие от остальных весовых категорий, ограничена нижним пределом массы. Формально существует с Олимпийских игр 1964 года в Токио, когда к тяжелой «макрокатегории» были отнесены все спортсмены тяжелее 80 килограммов. Позднее этот предел был повышен до 93 кг (1972—1976), 95 кг (1980—1996) и 100 килограммов (с 2000 года по настоящее время). Женская тяжёлая категория в 1992—1996 годах была ограничена нижним пределом массы в 72 кг, позднее — в 78 килограммов.
| Олимпиада                 | Мужчины                                            | Мужчины                                            | Мужчины                                            | Женщины                                            | Женщины                                            | Женщины                                            |
| Олимпиада                 | Золото                                             | Серебро                                            | Бронза                                             | Золото                                             | Серебро                                            | Бронза                                             |
| 1964 Токио (дзюдо)        | Исао Инокума Япония                                | Дуглас Роджерс Канада                              | Парнаоз Чиквиладзе СССР                            | Не участвовали                                     | Не участвовали                                     | Не участвовали                                     |
| 1964 Токио (дзюдо)        | Исао Инокума Япония                                | Дуглас Роджерс Канада                              | Анзор Кикнадзе СССР                                | Не участвовали                                     | Не участвовали                                     | Не участвовали                                     |
| 1968 Мехико               | Дзюдо не было включено в программу Олимпийских игр | Дзюдо не было включено в программу Олимпийских игр | Дзюдо не было включено в программу Олимпийских игр | Дзюдо не было включено в программу Олимпийских игр | Дзюдо не было включено в программу Олимпийских игр | Дзюдо не было включено в программу Олимпийских игр |
| 1972 Мюнхен (дзюдо)       | Виллем Рюска Нидерланды                            | Клаус Глан ФРГ                                     | Мотоки Нисимура Япония                             | Не участвовали                                     | Не участвовали                                     | Не участвовали                                     |
| 1972 Мюнхен (дзюдо)       | Виллем Рюска Нидерланды                            | Клаус Глан ФРГ                                     | Гиви Онашвили СССР                                 | Не участвовали                                     | Не участвовали                                     | Не участвовали                                     |
| 1976 Монреаль (дзюдо)     | Сергей Новиков СССР                                | Гюнтер Нойройтер ФРГ                               | Аллен Коадж США                                    | Не участвовали                                     | Не участвовали                                     | Не участвовали                                     |
| 1976 Монреаль (дзюдо)     | Сергей Новиков СССР                                | Гюнтер Нойройтер ФРГ                               | Сумио Эндо Япония                                  | Не участвовали                                     | Не участвовали                                     | Не участвовали                                     |
| 1980 Москва (дзюдо)       | Анджело Паризи Франция                             | Димитр Запрянов Болгария                           | Радомир Ковачевич Югославия                        | Не участвовали                                     | Не участвовали                                     | Не участвовали                                     |
| 1980 Москва (дзюдо)       | Анджело Паризи Франция                             | Димитр Запрянов Болгария                           | Владимир Коцман Чехословакия                       | Не участвовали                                     | Не участвовали                                     | Не участвовали                                     |
| 1984 Лос-Анджелес (дзюдо) | Хитоси Сайто Япония                                | Анджело Паризи Франция                             | Марк Бергер Канада                                 | Не участвовали                                     | Не участвовали                                     | Не участвовали                                     |
| 1984 Лос-Анджелес (дзюдо) | Хитоси Сайто Япония                                | Анджело Паризи Франция                             | Чо Ён Чхоль Республика Корея                       | Не участвовали                                     | Не участвовали                                     | Не участвовали                                     |
| 1988 Сеул (дзюдо)         | Хитоси Сайто Япония                                | Хенри Штёр ГДР                                     | Чо Ён Чхоль Республика Корея                       | Не участвовали                                     | Не участвовали                                     | Не участвовали                                     |
| 1988 Сеул (дзюдо)         | Хитоси Сайто Япония                                | Хенри Штёр ГДР                                     | Григорий Веричев СССР                              | Не участвовали                                     | Не участвовали                                     | Не участвовали                                     |
| 1992 Барселона (дзюдо)    | Давид Хахалейшвили Объединённая команда            | Наоя Огава Япония                                  | Имре Чос Венгрия                                   | Чжуан Сяоянь Китай                                 | Эстела Родригес Куба                               | Натали Люпино Франция                              |
| 1992 Барселона (дзюдо)    | Давид Хахалейшвили Объединённая команда            | Наоя Огава Япония                                  | Давид Дуйе Франция                                 | Чжуан Сяоянь Китай                                 | Эстела Родригес Куба                               | Ёко Сакауэ Япония                                  |
| 1996 Атланта (дзюдо)      | Давид Дуйе Франция                                 | Эрнесто Перес Испания                              | Франк Мёллер Германия                              | Сунь Фумин Китай                                   | Эстела Родригес Куба                               | Кристин Сико Франция                               |
| 1996 Атланта (дзюдо)      | Давид Дуйе Франция                                 | Эрнесто Перес Испания                              | Харри ван Барневельд Бельгия                       | Сунь Фумин Китай                                   | Эстела Родригес Куба                               | Йоханна Хагн Германия                              |
| 2000 Сидней (дзюдо)       | Давид Дуйе Франция                                 | Синъити Синохара Япония                            | Индрек Пертельсон Эстония                          | Юань Хуа Китай                                     | Дайма Бельтран Куба                                | Ким Сонъён Республика Корея                        |
| 2000 Сидней (дзюдо)       | Давид Дуйе Франция                                 | Синъити Синохара Япония                            | Тамерлан Тменов Россия                             | Юань Хуа Китай                                     | Дайма Бельтран Куба                                | Маюми Ямасита Япония                               |
| 2004 Афины (дзюдо)        | Кэйдзи Судзуки Япония                              | Тамерлан Тменов Россия                             | Деннис ван дер Гест Нидерланды                     | Маки Цукада Япония                                 | Дайма Бельтран Куба                                | Теа Донгузашвили Россия                            |
| 2004 Афины (дзюдо)        | Кэйдзи Судзуки Япония                              | Тамерлан Тменов Россия                             | Индрек Пертельсон Эстония                          | Маки Цукада Япония                                 | Дайма Бельтран Куба                                | Сунь Фумин Китай                                   |
| 2008 Пекин (дзюдо)        | Сатоси Исии Япония                                 | Абдулло Тангриев Узбекистан                        | Оскар Брайсон Куба                                 | Тун Вэнь Китай                                     | Маки Цукада Япония                                 | Луция Полавдер Словения                            |
| 2008 Пекин (дзюдо)        | Сатоси Исии Япония                                 | Абдулло Тангриев Узбекистан                        | Тедди Ринер Франция                                | Тун Вэнь Китай                                     | Маки Цукада Япония                                 | Идалис Ортис Куба                                  |
| 2012 Лондон (дзюдо)       | Тедди Ринер Франция                                | Александр Михайлин Россия                          | Рафаэл Силва Бразилия                              | Идалис Ортис Куба                                  | Мика Сугимото Япония                               | Карина Брайант Великобритания                      |
| 2012 Лондон (дзюдо)       | Тедди Ринер Франция                                | Александр Михайлин Россия                          | Андреас Тёльцер Германия                           | Идалис Ортис Куба                                  | Мика Сугимото Япония                               | Тун Вэнь Китай                                     |

## «Открытая» / «абсолютная» весовая категория (1964—1984)
Вплоть до Олимпийских игр 1984 года в Лос-Анджелесе в состазательной программе по дзюдо присутствовала также так называемая «абсолютная» или «открытая весовая категория», формально позволяющая схватки спортсменов любого веса без различения категорий. Фактически, многие спортсмены, соревновавшиеся в этой категории, могли быть отнесены к «супертяжеловесам», включая, например, чемпиона 1964 года, нидерландца Антона Гесинка (120 кг при тогдашней нижней границе «тяжёлого веса» 80 кг) или чемпиона 1984 года, японца Ясухиро Ямаситу (127 килограмма при нижней границе «тяжёлого веса» 95 кг). Впоследствии состязания в «открытой категории» на Олимпийских играх были упразднены.
Ряд дзюдоистов выступали в пределах одних и тех же олимпийских игр и в «своей», и в открытой категориях, что позволило нескольким спортсменам завоевать по две медали за олимпиаду:
- Виллем Рюска (Нидерланды) — «золото» и тяжёлой, и абсолютной категорий на Олимпийских играх 1972 года.
- Анджело Паризи (Франция) — «золото» тяжёлой и «серебро» абсолютной категории на Олимпийских играх 1980 года.
- Дитмар Лоренц (ГДР) — «золото» абсолютной и «бронза» полутяжёлой категории на Олимпийских играх 1980 года.

| Олимпиада                 | Золото                                             | Серебро                                            | Бронза                                             |                                                    |                                                    |                                                    |
| 1964 Токио (дзюдо)        | Антон Гесинк Нидерланды                            | Акио Каминага Япония                               | Теодор Бороновскис Австралия                       |                                                    |                                                    |                                                    |
| 1964 Токио (дзюдо)        | Антон Гесинк Нидерланды                            | Акио Каминага Япония                               | Клаус Глан Объединённая германская команда         |                                                    |                                                    |                                                    |
| 1968 Мехико               | Дзюдо не было включено в программу Олимпийских игр | Дзюдо не было включено в программу Олимпийских игр | Дзюдо не было включено в программу Олимпийских игр | Дзюдо не было включено в программу Олимпийских игр | Дзюдо не было включено в программу Олимпийских игр | Дзюдо не было включено в программу Олимпийских игр |
| 1972 Мюнхен (дзюдо)       | Виллем Рюска Нидерланды                            | Виталий Кузнецов СССР                              | Жан-Клод Брондани Франция                          |                                                    |                                                    |                                                    |
| 1972 Мюнхен (дзюдо)       | Виллем Рюска Нидерланды                            | Виталий Кузнецов СССР                              | Анджело Паризи Великобритания                      |                                                    |                                                    |                                                    |
| 1976 Монреаль (дзюдо)     | Харуки Уэмура Япония                               | Кит Ремфри Великобритания                          | Чо Джэ Ги Республика Корея                         |                                                    |                                                    |                                                    |
| 1976 Монреаль (дзюдо)     | Харуки Уэмура Япония                               | Кит Ремфри Великобритания                          | Шота Чочишвили СССР                                |                                                    |                                                    |                                                    |
| 1980 Москва (дзюдо)       | Дитмар Лоренц ГДР                                  | Анджело Паризи Франция                             | Андраш Ожвар Венгрия                               |                                                    |                                                    |                                                    |
| 1980 Москва (дзюдо)       | Дитмар Лоренц ГДР                                  | Анджело Паризи Франция                             | Артур Мапп Великобритания                          |                                                    |                                                    |                                                    |
| 1984 Лос-Анджелес (дзюдо) | Ясухиро Ямасита Япония                             | Мохамед Али Рашван Египет                          | Артур Шнабель ФРГ                                  |                                                    |                                                    |                                                    |
| 1984 Лос-Анджелес (дзюдо) | Ясухиро Ямасита Япония                             | Мохамед Али Рашван Египет                          | Михай Чок Румыния                                  |                                                    |                                                    |                                                    |